# Культура України (електронна бібліотека)
«Культура України» — онлайн-бібліотека, що започаткована та підтримується Національною парламентською бібліотекою України. На сайт додаються ресурси, що фізично зберігаються у фондах бібліотек, музеїв та інших закладів культури України та ті, що надані авторами за договором на право використання об'єкта авторських прав.
Започаткована в листопаді 2010 року. Концепцію електронної бібліотеки було затверджено Міністерством культури у 2011 році.
Станом на 2016 рік в ній було представлено понад 6,5 тисячі документів (600 тисяч сторінок). У 2019 році ресурс містив ресурси від 107 учасників: бібліотек, окремих авторів, наукових установ, видавництв. Бібліотека містить чотири основні колекції: культурологія, мистецтво, етнографія, заклади культури, які мають підколекції.
За інформацією Світлани Бакан, заступника генерального директора, до завдань проєкту також входить додавання у статті Вікіпедії посилань на повні тексти, що представлені на сайті електронної бібліотеки.
У квітні 2020 року адреса електронної бібліотеки «Культура України» була вказана серед тих ресурсів, які Президент України Володимир Зеленський порадив читати під час карантину, запровадженого для запобігання поширення коронавірусної інфекції.